# Museo della zampogna

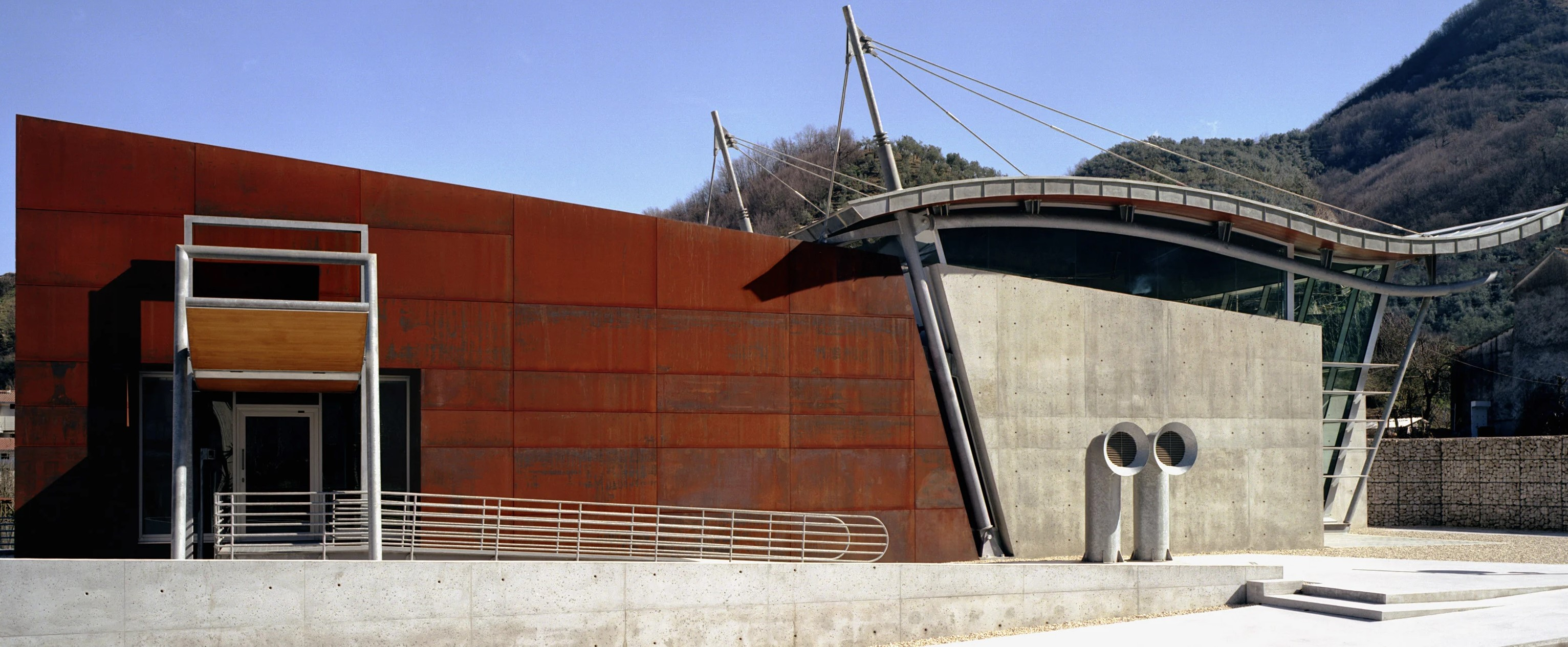

Il Museo Internazionale della zampogna si trova a Scapoli, in Italia. Il museo espone in modo permanente una varietà di cornamuse italiane e di altri paesi europei.